# Ike Turner
Pour les articles homonymes, voir Turner.
Izear Luster Turner, Jr., dit Ike Turner, né le 5 novembre 1931 à Clarksdale (Mississippi) et mort le 12 décembre 2007 à San Marcos (Californie), est un chanteur, guitariste — à ses débuts pianiste — de blues, rhythm and blues et de rock américain. Pionnier du rock 'n' roll dans les années 1950, il est surtout connu du grand public pour son rôle dans le duo Ike and Tina Turner, formé avec son épouse Tina Turner au cours des deux décennies suivantes.

## Biographie
Ike Turner est né d'une mère couturière, Beatrice Cushenberry, et d'un pasteur baptiste, Izear Luster Turner, tous d'origines créoles. Il était le plus jeune de la fratrie. Sa sœur, Lee Ethel Knight, était plus âgée que lui de près d'une dizaine d'années. En 1960, le jeune Turner découvre que sa naissance avait été déclarée sous le nom d'Ike Wister Turner. Mais ses parents n'étaient plus en vie pour lui donner des explications sur l'origine de son nom. Cette soif de connaître ses origines n'a pourtant été que la moindre de ses peines. 
Lors de ses nombreux témoignages, on apprend qu'il a été en permanence sujet à des violences dans son enfance. Il a raconté entre autres comment il a assisté, impuissant, au passage à tabac de son père qui a ensuite été laissé pour mort par un homme blanc. On lui a dit plus tard qu’il s’agissait d’un acte de représailles à la suite d'une liaison que son père avait eu avec une femme. Cette altercation a cloué son père sur une chaise installée dans une tente de la cour familiale. Il y a passé deux ou trois ans avant de succomber à ses blessures. Turner avait environ cinq ans et il n'était pas au bout de ses peines. 
Veuve, sa mère s'est remariée avec un artiste connu sous le nom de Philip Reese, alcoolique et violent. Le beau-père de Turner était tellement violent qu'il s'est trouvé un jour dans l'obligation de l'assommer avec un bout de bois pour se défendre de sa fureur. Il s'est ensuite réfugié à Memphis pendant quelques jours avant de rentrer chez lui. La violence, Ike Turner l'a aussi connue dans son intimité, il a été plusieurs fois victime d'agressions sexuelles. Dès l'âge de six ans, il a fait la malheureuse expérience du viol, il a notamment été agressé par une femme de son quartier appelée Miss Boozie. Celle-ci l'a appelé un jour alors qu'il se rendait à l'école. Sous le prétexte d'obtenir de l'aide pour nourrir ses poules, la dame l'a invité chez elle avant d'en abuser sexuellement. Avant ses douze ans, Turner a ainsi subi ces sévices non seulement de Miss Boozie, mais aussi de Mlle Reeny, une autre femme de son quartier. 
Ike Turner n'a pas fait de longues études. Il a fréquenté l'école primaire Booker T. Washington, puis il a été envoyé à Myrtle Hall en sixième. Deux ans plus tard, Turner abandonne sa scolarité pour commencer à travailler comme opérateur d'ascenseur à l'hôtel Alcazar, au centre-ville de Clarksdale. La proximité de l'hôtel Alcazar avec la station de radio, WROX, permettait à Turner d'aller regarder DJ John Friskillo passer des disques pendant ses pauses. Progressivement, Turner a commencé à remplacer Friskillo derrière les platines quand ce dernier prenait sa pause. C'est ainsi qu'il a été recruté par le directeur de la station comme DJ, et animait alors les fins d'après-midi. L'émission Jive Till Five lui a été confiée, il y a passé à l'antenne des musiques variées telles que celles de Roy Milton ou encore de Louis Jordan, avec les premiers disques de rockabilly. 
Ike Turner décide ensuite d'apprendre à jouer du piano après avoir entendu Pinetop Perkins jouer chez son ami Ernest Lane, il demande alors à sa mère de lui payer des cours. Alors qu'il vit à l'Hôtel Riverside de Clarksdale dans les années 1940, Turner accompagne à cette époque, Sonny Boy Williamson II au piano. Ce dernier donnait un spectacle au Riverside en compagnie d'autres musiciens comme Duke Ellington. 

### Les débuts du rock & roll
À la fin des années 1940, il fonde les Kings of Rhythm. Son premier enregistrement reconnu est Rocket 88, chanté par le saxophoniste Jackie Brenston en 1951 avec les Kings of Rhythm, enregistré dans les studios Sun Records, où il tient le piano. Cet enregistrement est considéré notamment par le Rock and Roll Hall of Fame comme le premier morceau rock 'n' roll de l'histoire de la musique. La chanson est l'un des premiers exemples de distorsion de guitare (le guitariste est Willie Kizart), ce qui arriva par accident à la suite du lâchage d'un des amplificateurs. Le groupe devient connu dans sa ville de Saint Louis. Ike s'installe ensuite à Chicago où il sera pianiste de studio pour le label Sun Records. Il accompagne ainsi Howlin' Wolf en 1951 sur son premier titre enregistré Moanin' at Midnight et sur How Many More Years.

### Ike et Tina Turner

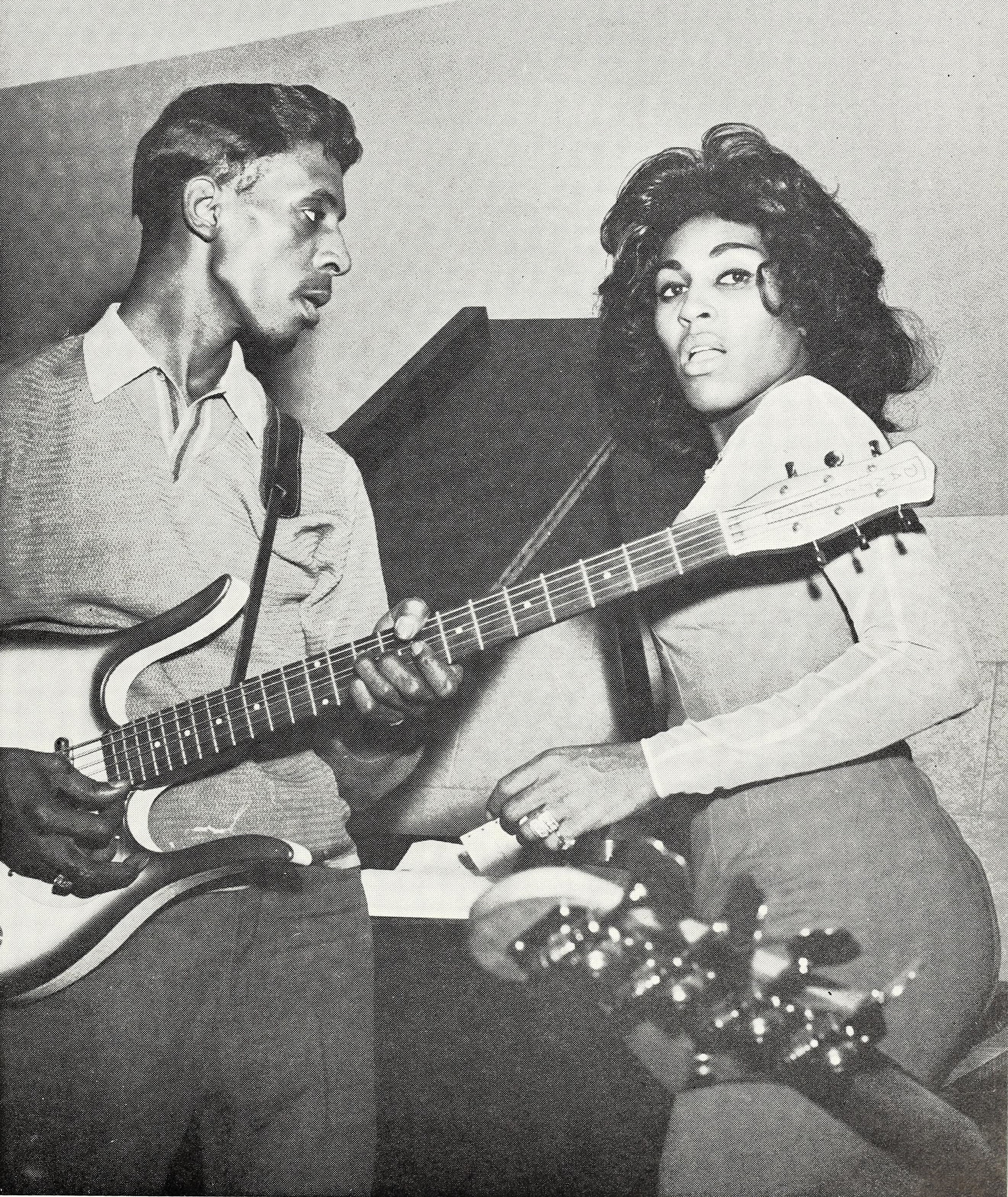
Ike & Tina Turner en couverture du magazine Cash Box (1962)

En 1956, il rencontre une jeune chanteuse âgée de 16 ans et originaire de Nutbush (Tennessee) : Anna Mae Bullock. Sa performance sur I know you love Me Baby, une chanson de B. B. King l'impressionne au point qu'il décide de l'inclure comme choriste du groupe. Un an après, elle change son nom et opte pour Tina Turner, ils fondent ensemble le groupe Ike and Tina Turner. Leur chanson A fool in love devient un tube, se classant numéro 3 au charts R&B. Inspiré par Ray Charles, Ike Turner s'entoure de choristes appelées les « Ikettes ». Le duo produit plusieurs tubes, au nombre desquels It's gonna work out fine, River deep - Mountain high, I want to take you higher, Proud Mary (Rollin' on the river, reprise de Creedence Clearwater Revival) ou Nutbush city limits. Le duo se sépare en 1976, à la suite de plusieurs années de violence de la part de Ike. Ike et Tina reprennent alors chacun une carrière en solo.

### Carrière solo
Les deux albums solos d'Ike sont des échecs. Il est condamné à plusieurs années de prison pour détention et consommation de cocaïne et incarcéré en Californie. C'est en prison qu'il apprend son entrée, avec Tina, au Rock and Roll Hall of Fame en 1991. Il est libéré en 1993 et se relance, enchainant les disques et les tournées.
En 2001, son album Here & Now est nommé aux Grammy Awards. En 2005, il joue du piano sur la chanson Every Planet We Reach Is Dead de l'album Demon Days de Gorillaz. Il jouera également cette chanson au cours de la tournée du groupe. En 2007, Ike gagne le Grammy Award du meilleur album de blues traditionnel pour Risin' With the Blues. Une collaboration avec le groupe de The Black Keys (produit par Danger Mouse) a été enregistrée à cette occasion.
Bernard Rancillac, peintre du pop art, a réalisé son portrait.

### Mort
Le 12 décembre 2007, Ike Turner meurt à l'âge de 76 ans d'une surdose de cocaïne dans sa maison de San Marcos près de San Diego en Californie.

### Vie familiale
Ike se marie une première fois avec Lorraine Taylor avec qui il aura deux fils, Ike Turner Jr. et Michael Turner. 
En 1962, il épouse Tina Turner, vraisemblablement à Tijuana (plus tard, lors d'une interview téléphonique avec Howard Stern, Ike niera s'être jamais marié avec Tina Turner). 
Il adopte le fils de Tina, Craig (dont le père est le saxophoniste Raymond Hill, et qui porte donc le nom de Turner ; ils ont ensemble Ronald « Ronnie » Turner, qui se marie en 2007 à Afida Turner. 
Alors qu'ils sont encore ensemble, Ike trompe ouvertement Tina Turner, avec Ann Thomas, une Ikette, avec qui il a sa fille Mia, née à la fin des années 1960, et qu'il épouse en 1981. Tina quitte Ike après une violente dispute à Dallas en 1976. Dans son autobiographie parue en 1986, Moi, Tina, dont est tiré le film Tina de Brian Gibson, Tina accuse Ike d'être un époux violent. Pendant longtemps Ike nie les faits ; il les reconnaît cependant dans son autobiographie, qui parait en 2001, Takin' Back My Name, admettant l'avoir souvent giflée, parfois sans raison. Lors du divorce, elle lui laisse tous les biens communs pour ne conserver que son nom de scène, Tina Turner.
En 1995, il épouse une autre Ikette, Jeanette Bazzell. Il a eu également deux filles : Linda Trippeter et Twanna Melby.

### Discographie
- 1960 : The soul of Ike and Tina Turner (Collectables) #45
- 1962 : Dance with Ike & Tina Turner & Their kings of rhythm band (Sue) #23
- 1962 : Festival of live performances (United) #36
- 1963 :  Don't play me cheap (Collectables) #19
- 1963 : Dynamite (Collectables) #56
- 1963 : It's gonna work out fine (Collectables) #12
- 1963 : Please please please (Kent) #74
- 1964 : The Ike & Tina Turner revue live (Kent) #34
- 1965 : Live! The Ike & Tina Turner show (Warner Bros.) #45
- 1965 : Ike & Tina show 2 (Tomato) #156
- 1965 : Ooh poo pah doo (Harmony) #73
- 1966 : River deep - Mountain high (Philles/A&M) #23
- 1966 : Ike & Tina Turner and the raelettes (Tangerine) #35
- 1966 : Live! The Ike & Tina Turner show (Loma) #45
- 1966 : Live! The Ike & Tina Turner show, vols. 1-2
- 1969 : Outta season (Blue Thumb) #11
- 1969 : Ike & Tina Turner in person (Minit) #27
- 1969 : Fantastic (Sunset) #45
- 1969 : Get it together (Pompeii) -
- 1969 : Her man, his woman (Capitol) -
- 1969 : The hunter (Blue Thumb) -
- 1969 : Ike Turner & The kings of rhythm: A black man's soul (Tuff City)
- 1970 : On stage (Valiant) #178
- 1970 : Come together (Liberty) #23
- 1971 : Workin' together (One Way) #24
- 1971 : 'Nuff said (United Artists) #8
- 1971 : Something's got a hold on me (Harmony) #24
- 1971 : What you hear is what you get (EMI) #29
- 1971 : Funkier than a mosquito's tweeter (United Artists)
- 1972 : Feel good (United Artists) -
- 1973 : Let me touch your mind (United Artists) #198
- 1973 : Nutbush city limits (United Artists) #65
- 1973 : The world of Ike and Tina live (United Artists) #48
- 1974 : Strange fruit (United Artists) -
- 1974 : Sweet Rhode island red (United Artists) -
- 1974 : The gospel according to Ike and Tina (United Artists) -
- 1974 : The great album -
- 1975 : Sixteen great performances (ABC) -
- 1977 : Delilah's power (United Artists) -
- 1978 : I'm tore up
- 1979 : Airwaves
- 1984 : Hey hey
- 1998 : My blue country
- 2001 : Here and now
- 2003 : A black man's soul
- 2006 : Risin' with the blues